# ألفريد دنلوب
ألفريد دنلوب (بالإنجليزية: Alfred Dunlop)‏ مواليد 12 يناير 1875 في كرايستشرش - الوفاة 7 أبريل 1933 في ملبورن، كان لاعب كرة مضرب أسترالي بدأ مسيرته كمحترف سنة 1897 وكان يلعب باليد اليمنى، اعتزل اللعب في 1914. كما أنه أحد أبطال الجراند سلام.

## روابط خارجية
- ألفريد دنلوب على موقع رابطة محترفي التنس (الإنجليزية)
- ألفريد دنلوب على موقع الاتحاد الدولي لكرة المضرب (الإنجليزية)
- ألفريد دنلوب على موقع كأس ديفيز (الإنجليزية)